# Stephanorrhina tibialis
Stephanorrhina tibialis är en skalbaggsart som beskrevs av Waterhouse 1879. Stephanorrhina tibialis ingår i släktet Stephanorrhina och familjen Cetoniidae.

## Underarter
Arten delas in i följande underarter:
- S. t. adelphoides
- S. t. moseri
- S. t. collinsi